# Närpes
Närpes (Fins: Närpiö) is een gemeente en stad in de Finse provincie West-Finland en in de Finse regio Österbotten. De gemeente heeft een landoppervlakte van 977,82 km² en telt 9.584 inwoners (2022).
Närpes was tot 2016 de laatste eentalige Zweedse gemeente op het Finse vasteland.

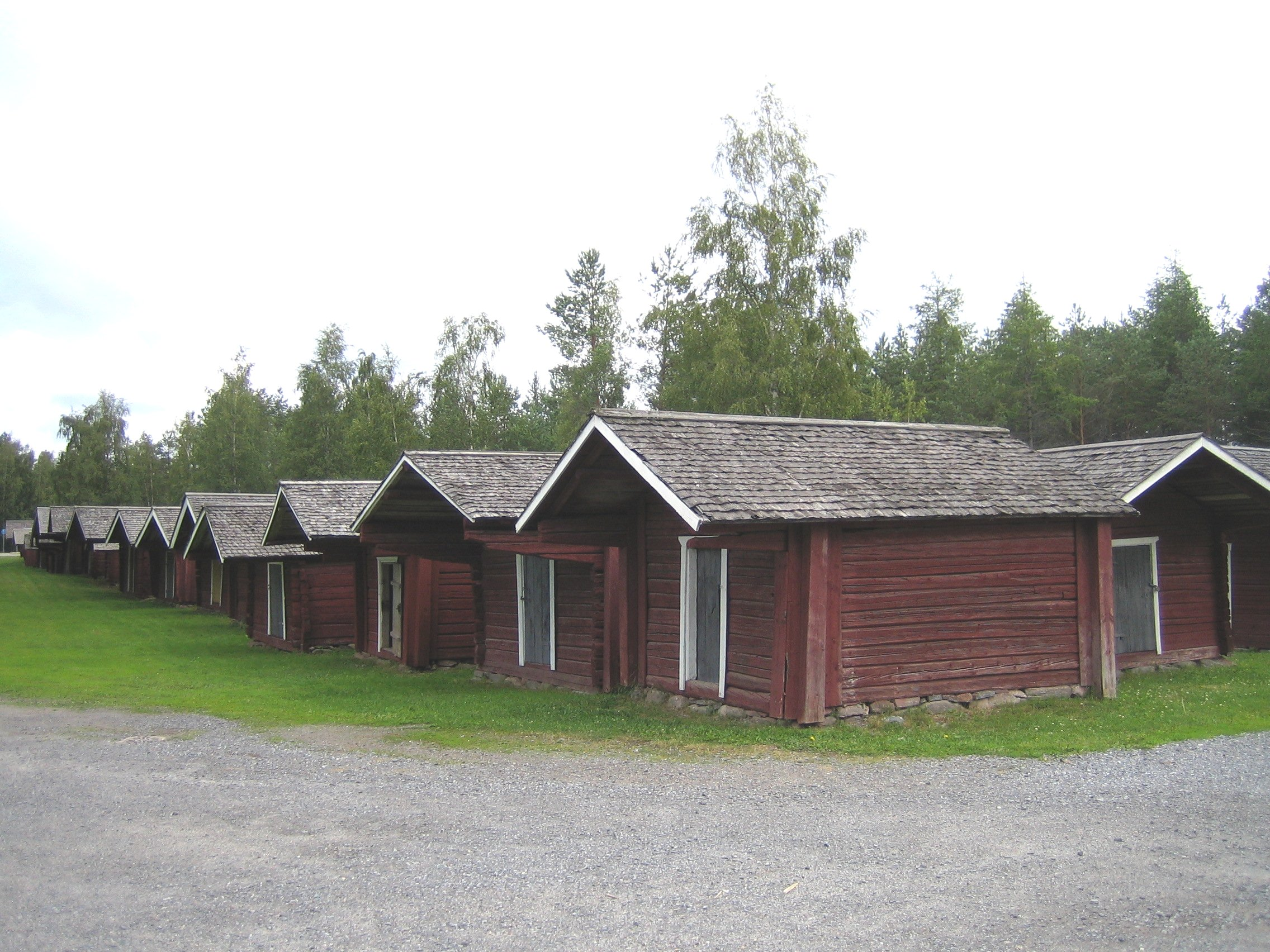
Stallen bij de kerk
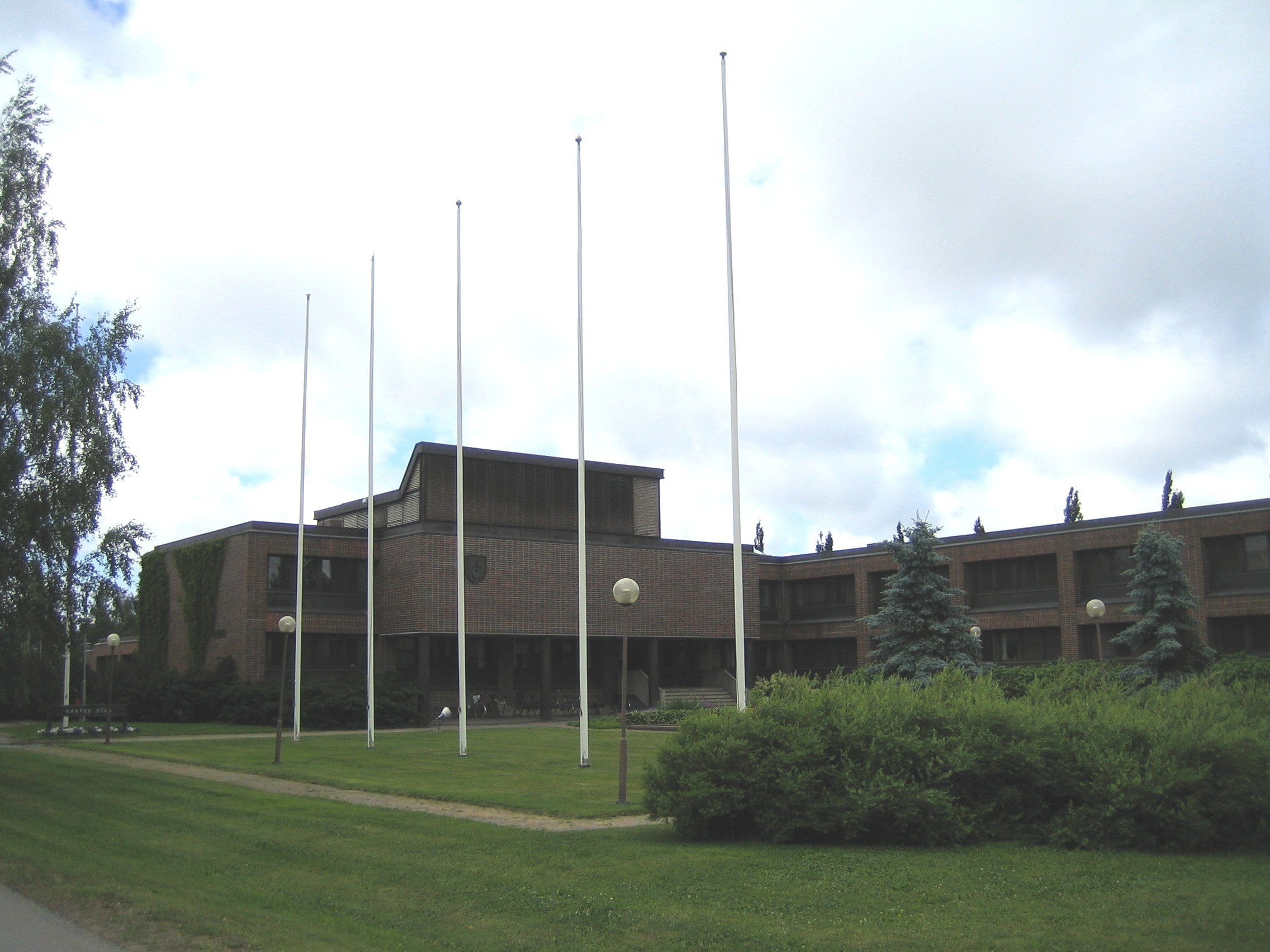
Gemeentehuis
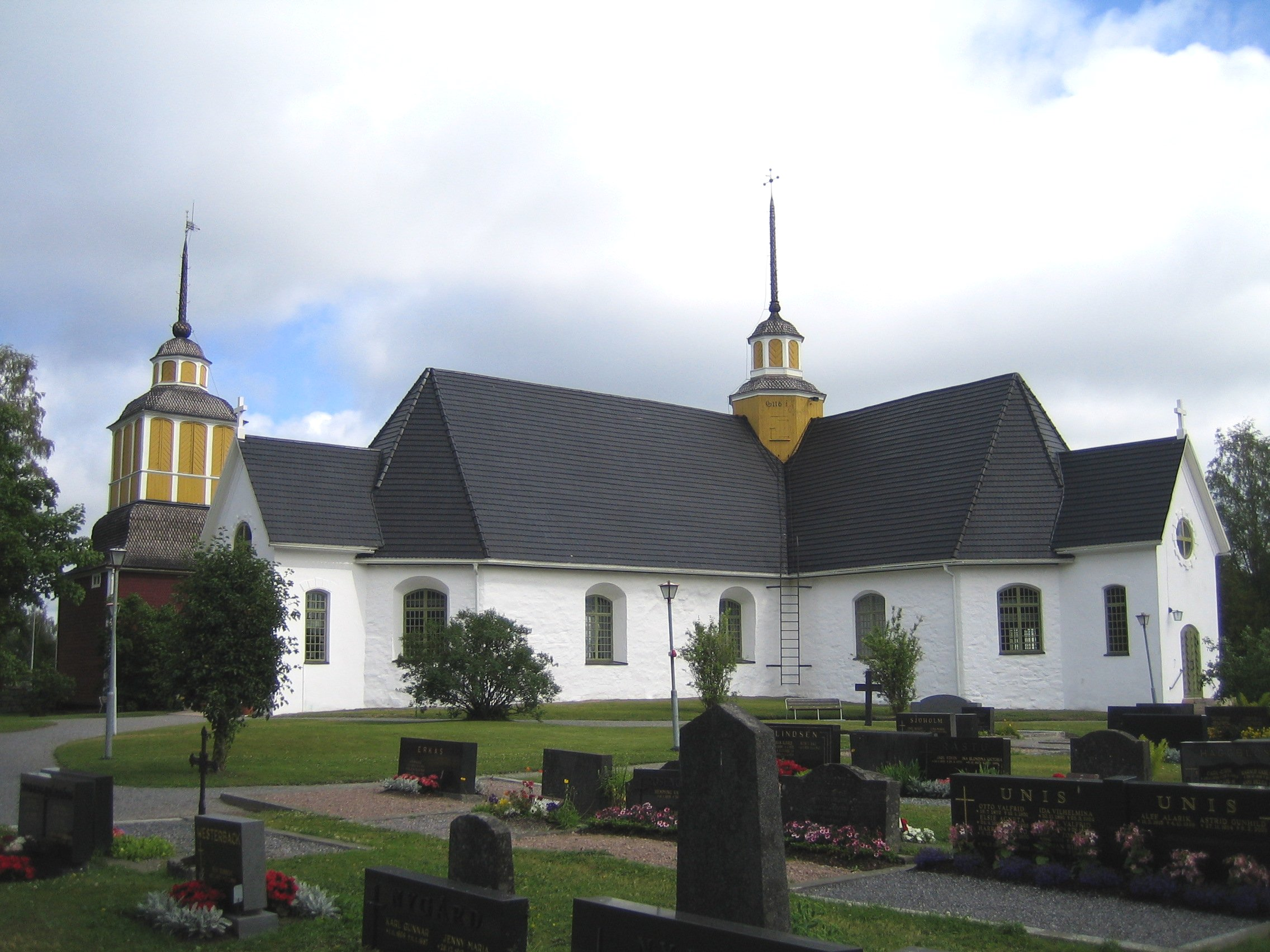
Kerk van Närpes